# 纳塔利娅·马拉加
纳塔利娅·马拉加（西班牙語：Natalia Málaga，1964年1月26日—），秘鲁女子排球运动员。她曾代表秘鲁参加1980年、1984年、1988年和2000年夏季奥林匹克运动会排球比赛，其中1988年奥运会获得一枚银牌。